# MYC4
MYC4 — датская компания, интернет-сервис, через который инвесторы могут предоставлять микрокредиты компаниям малого бизнеса в развивающихся странах Африки.

## История
MYC4 основана в 2006 году почётным консулом Дании в Эфиопии и исполнительным директором «Kjær Group» Мадсом Кьером и его бизнес-партнёром Тимом Вангом. Головной офис компании находится в Копенгагене, также у MYC4 есть региональное представительство в столице Кении Найроби.
Для получения кредита с помощью MYC4 бизнесмену из развивающейся страны необходимо обратиться в одну из сотрудничающих с интернет-сервисом местных организаций, которые проверяют его на пригодность для участия в проекте (предпочтение отдаётся организациям социального предпринимательства и компаниям, запрашивающим заём менее чем в 1 тысячу долларов). Позже инвесторы с помощью сайта выбирают подходящий для них бизнес, размер займа определяется в ходе голландского аукциона. Сроки возврата займа, как правило, от 6 до 12 месяцев. MYC4 взимает комиссию за свои услуги.
За время работы MYC4 около 20 тысяч инвесторов из 115 стран вложили около 15 миллионов евро в 8300 малых бизнесов в семи африканских странах.